# کانفت
کانفت یا کامفت یا قانفت نوعی شیرینی یا شکلات استوانه‌ای کوچک است که از هسته زردآلو، کاکائو و شکر با روکشی از آب‌نبات به صورت راه راه ساخته می‌شود و ممکن است در کاغذ پیچیده شده‌باشد.
کانفت روکشی سخت از آبنبات دارد ولی مغز آن بسیار نرم است. این شکلات بسیار مقوی است و در کنار قهوه مصرف می شود.
منشأ این شکلات از کشورهای شوروی سابق است و در زمان جنگ جهانی دوم توسط مهاجران به ایران انتقال یافت و به صورت خانگی ساخته می شد. پس از مدتی در سال 1340 یک کارگاه شکلات سازی در خیابان ایرانمهر تهران توسط حاج علی فتاح تأسیس گردید و کامفت را به صورت انبوه تولید کرد. لذا همیشه کامفت با نام حاج فتاح همنشین بوده است و به‌عنوان شوکو فتاح شناخته می شود.
نوع کوچکتر کانفت که به صورت مربع ساخته می شود، به اسم اطلسی معروف است.